# Premi Emmett Leahy
El Premi Emmett Leahy s'atorga anualment a persones que han tingut un impacte important en el camp de la gestió de la informació. El guardó s'atorga des de 1967 i reconeix a Emmett Leahy, un pioner en la gestió de documents.

## Organització
El premi està patrocinat per Preservica, una empresa de preservació digital. I va ser patrocinat anteriorment per l'Associació de Gestors i Administradors de Documents (ARMA).
El Comitè del Premi Emmett Leahy és responsable de seleccionar el destinatari anual del Premi Emmett Leahy. El comitè és independent i no està associat a cap altra organització. Està format pels guanyadors anteriors del premi.

## Llista de destinataris

### 1999 fins a l'actualitat
Els guanyadors dels premis des de 1999 són:
| Curs | Destinatari       | País         | Notes |
| ---- | ----------------- | ------------ | --- |
| 2022 | Joan Boadas       | Catalunya    | Arxiver municipal de Girona.                                                                                  |
| 2021 | Laura Millar      | Canadà       | [ 6 ] [ 7 ]                                                                                                   |
| 2020 | Dinesh Katre      | Índia        | [ 8 ] [ 9 ] [ 10 ]                                                                                            |
| 2019 | Simon Chu         | Hong Kong    | [ 12 ] |
| 2018 | Trudy Peterson    | Estats Units | [ 13 ] |
| 2017 | Richard Marciano  | Estats Units | [ 14 ] |
| 2016 | Adrià Brown       | Regne Unit   | [ 15 ] |
| 2015 | Victòria Lemieux  | Canadà       | [ 16 ] |
| 2014 | Julie McLeod      | Regne Unit   | [ 17 ] |
| 2013 | Galina Datskovski | Estats Units | [ 18 ] |
| 2012 | David Giaretta    | Regne Unit   | [ 19 ] |
| 2011 | Jason R. Baron    | Estats Units | Administració Nacional d'Arxius i Registres.                                                                  |
| 2010 | Adrian Cunningham | Austràlia    | |
| 2009 | Maria Guercio     | Itàlia       | |
| 2008 | Kenneth Thibodeau | Estats Units | |
| 2007 | Anne Thurston     | Regne Unit   | |
| 2006 | Luciana Duranti   | Canadà       | |
| 2005 | Charles Dollar    | Estats Units | |
| 2004 | Eugenia Brumm     | Estats Units | |
| 2003 | Bruce Miller      | Canadà       | |
| 2002 | Christine Ardern  | Canadà       | |
| 2001 | John T. Phillips  | Estats Units | |
| 2000 | Maria F. Robek    | Estats Units | |
| 1999 | John McDonald     | Canadà       | Arxius Nacionals del Canadà. President del Comitè de Registres Electrònics del Consell Internacional d'Arxius |

### 1985 a 1998
Els guanyadors dels premis abans de 1999 són:
| Curs | Destinatari        | País         | Notes |
| ---- | ------------------ | ------------ | --- |
| 1998 | David G. Goodman   |              | |
| 1997 | James G. Coulson   | Estats Units | Huron Consulting Group. Disseny, desenvolupament i millora de registres electrònics i sistemes de gestió de la informació. |
| 1996 | Pere A. Smith      | Austràlia    | Curs de gestió de documents nacionals; Standards Australia IT/21 Records Management Committee,                             |
| 1995 | Frank B. Evans     | Estats Units | Servei Nacional d'Arxius i Registres ; historiador, arxiu/educador i administrador de gestors de registres.                |
| 1994 | Donald S. Skupsky  | Estats Units | President del centre de compensació de requisits d'informació a Denver, Colorado                                           |
| 1993 | E. Mark Langemo    | Estats Units | Professor emèrit de la Universitat de Dakota del Nord .                                                                    |
| 1992 | Patricia Acton     |              | |
| 1991 | Robert F. Williams | Estats Units | Fundador i president de Cohasset Associates                                                                                |
| 1990 | Ira A. Penn        | Estats Units | Analista d'alta direcció amb el govern federal dels EUA.                                                                   |
| 1989 | Anneliese Arenburg | Canadà       | Treballs de consultoria en el sector públic i privat.                                                                      |
| 1988 | Fred V. Diers      | Estats Units | Consultor; Programari de gestió de documents dels anys 70                                                                  |
| 1987 | Artel Ricks        |              | |
| 1986 | John W. Porter     |              | |
| 1985 | Don M. Avedon      |              | |

### 1967 a 1980
El premi Emmett Leahy va ser creat per Rodd Exelbert, fundador de la revista Information and Records Management, per a retre homenatge a "un home o una dona les contribucions úniques del qual al control de registres, l'arxiu i la recuperació d'informació han avançat la professió de gestió de la informació i els registres". Va rebre el nom d'Emmett Leahy (1910–1964) amb el permís de Betty Leahy, la seva vídua. El primer premi es va lliurar a Ed Ross a la reunió anual d'ARMA de 1967. El 1980, Exelbert va deixar la revista IRM, i ARMA va decidir que el premi ja no s'havia de presentar a la seva reunió, ja que ARMA no va seleccionar els destinataris. Per tant, la primera versió del premi va acabar aquell any.

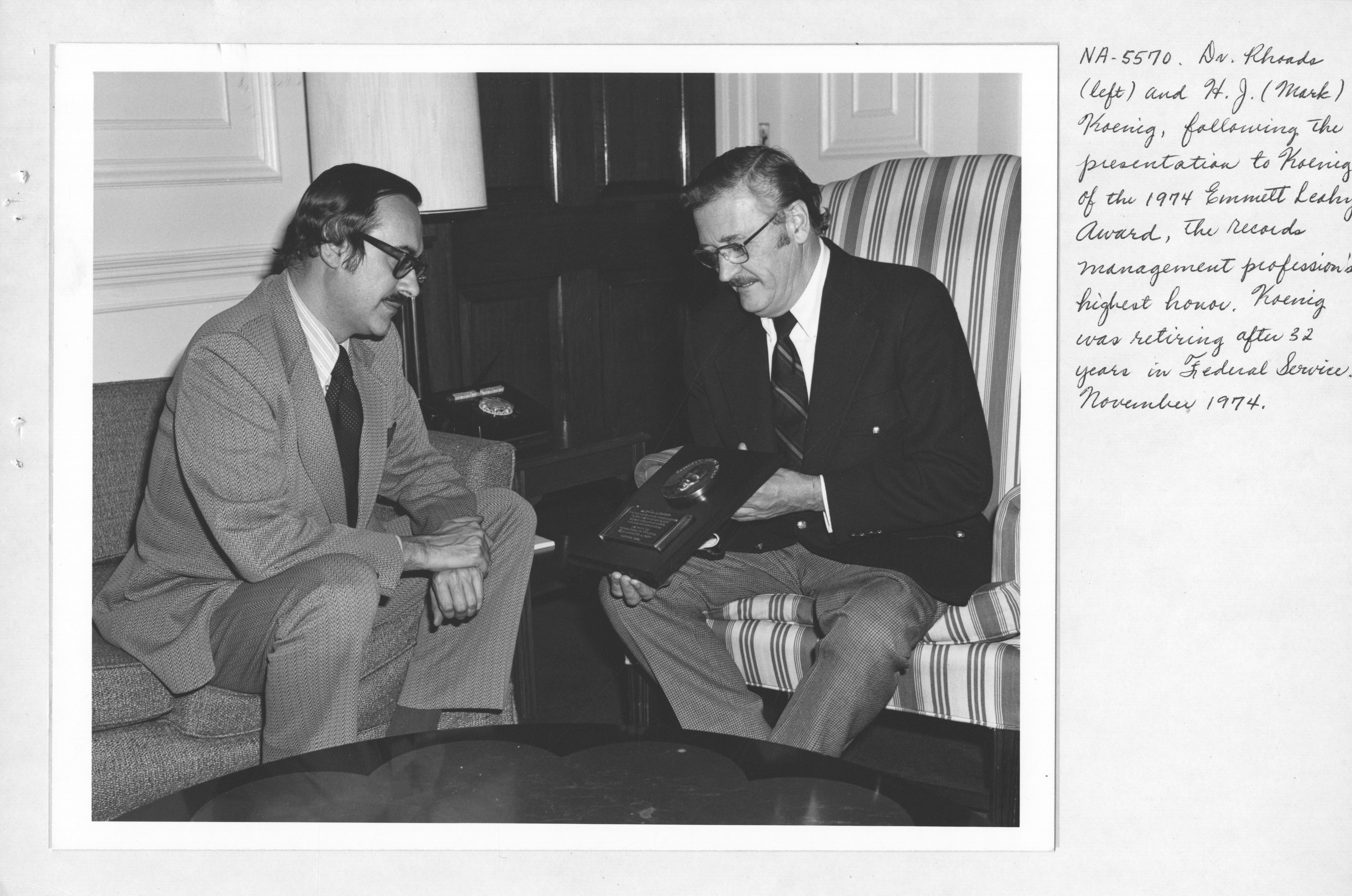
Koenig rebent el premi

| Curs | Destinatari             | País         | Notes |
| ---- | ----------------------- | ------------ | --- |
| 1980 | Gerald F. Brown         | Estats Units | Gestor de registres corporatius Missouri Pacific Railroad                                                        |
| 1979 | Robert C. Woodall       | Estats Units | Cap de la Divisió de Gestió de Documents, Estat de Califòrnia.                                                   |
| 1978 | Benjamí F. Oliver       | Estats Units | Director, Divisió d'Avaluació de Programes, Oficina de Gestió de Documents, Servei Nacional d'Arxius i Registres |
| 1977 | William L. Rofes        | Estats Units | Gerent-Anàlisi i Control de Registres, IBM                                                                       |
| 1976 | Edward Johnson          | Estats Units | Cap de l'Oficina d'Arxius i Gestió de Documents, Departament d'Estat de Florida                                  |
| 1975 | Helen Harden            | Estats Units | Gestor de registres corporatius, Frito-Lay                                                                       |
| 1974 | Harold J. "Mark" Koenig | Estats Units | Arxiver adjunt de gestió de documents, Servei Nacional d'Arxius i Registres                                      |
| 1973 | Donald F. Evans         | Estats Units | Gestor de registres, Union Oil Company of California. President internacional d'ARMA 1970-1971                   |
| 1972 | William Warren          | Estats Units | Analista de gestió supervisor, Autoritat Portuària de Nova York                                                  |
| 1971 | Loretta Kiersky         | Estats Units | Director, Biblioteca Central de Recerca, Companyia de Reducció d'Aire                                            |
| 1970 | Charles MacBeth         | Estats Units | Gerent, Gestió de registres corporatius, Hughes Aircraft Company.                                                |
| 1969 | Everett O. Alldredge    | Estats Units | Arxiver adjunt per a la gestió de documents al Servei Nacional d'Arxius i Registres                              |
| 1968 | Guillem Benedon         | Estats Units | Director, Serveis d'Administració Corporativa, Lockheed Corporation                                              |
| 1967 | Edward Rosse            | Estats Units | Analista supervisor d'operacions de la Seguretat Social de l'Administració de la Seguretat Social                |